# Macabuna malvicola
Macabuna malvicola är en svampart som först beskrevs av Speg., och fick sitt nu gällande namn av Buriticá 1995. Macabuna malvicola ingår i släktet Macabuna och familjen Phakopsoraceae.   Inga underarter finns listade i Catalogue of Life.